# Egbert Cornelis Nicolaas van Hoepen
Egbert Cornelis Nicolaas van Hoepen (* 10. November 1884 in Vlissingen; † 2. Mai 1966 in Edenvale, Johannesburg) war ein niederländisch-südafrikanischer Paläontologe.
Van Hoepen kam 1895 mit seiner Familie nach  Transvaal. Im Burenkrieg kämpfte er gegen die Engländer und wurde wieder nach den Niederlanden deportiert. An der Technischen Hochschule von Delft promovierte er 1910 im Fach Geologie über das Silur von Gotland und ging anschließend zurück nach Südafrika, wo er von 1910 bis 1921 als Paläontologe am Transvaal Museum in Pretoria tätig war. Von 1922 bis 1950 stand er dem National Museum in Bloemfontein als Direktor vor.
Er befasste sich mit triassischen Therapsiden der Karoo-Supergruppe und erstbeschrieb unter diesen Platycraniellus und den triassischen Dinosaurier Eucnemesaurus.

## Schriften
- Contributions to the knowledge of the reptiles of the Karroo Formation. 6. Further dinosaurian material in the Transvaal Museum, Annals of the Transvaal Museum, 7(2), 1920, S. 93–141